# First Nations University of Canada
Die First Nations University of Canada (Universität der Ersten Nationen Kanadas) ist die erste und bislang einzige Universität der Indianer Nordamerikas. Sie nahm im Herbst 2003 den Lehrbetrieb auf. Präsident der Universität ist Mark S. Dockstator.
Die First Nations University of Canada steht in Regina in der kanadischen Provinz Saskatchewan und gehört der Federation of Saskatchewan Indian Nations (Föderation der indianischen Nationen Saskatchewans).

## Architektur
Verschiedene architektonische Eigenheiten betonen den indianischen Charakter der Universität. Das Herz bildet ein gläsernes und stählernes Tipi. Studierende können sich in das Tipi zurückziehen, um sich zu reinigen. Dazu stehen auch Sweetgrass und Salbei bereit. 
Als Mosaik ist die Sternendecke der Sioux in den Boden eingelassen. Die Außenwände der Universität weisen keine Ecken auf, sondern sind geschwungen.

## Studienprogramm
Die First Nations University of Canada bietet Studiengänge und Abschlüsse in Sprachen, Verwaltungsrecht, Pädagogik, Soziologie, Wirtschaft, Gesundheitswissenschaften und Kunst an.

## Gesellschaftliche Bedeutung
Bis in die 1970er Jahre dienten kanadische Schulen, die sogenannten Residential Schools dazu, Indianerkinder zu assimilieren. Ihnen wurde verboten, ihre Muttersprache zu sprechen. Viele von ihnen wurden zudem psychisch, körperlich und sexuell misshandelt.
Später trugen Bemühungen Früchte, ihre Ausbildung unter indianische Kontrolle zu stellen. In Kanada haben 8,2 % der Indianer, Métis und Inuit einen Hochschulabschluss, in der restlichen Bevölkerung sind es 15,7 %. Die First Nations University of Canada ist ein wichtiger Schritt hin zu einer kulturell angemesseneren Bildung. Damit soll ihnen der Zugang erleichtert und die Ausbildung von kulturellen Widerständen befreit werden.

## Geschichte
Im Mai 1976 schloss die Federation of Saskatchewan Indian Nations mit der  Universität von Regina (Saskatchewan), der Hauptstadt der Provinz, einen Vertrag, der die Basis für das Saskatchewan Indian Federated College (SIFC) bildete. Zielrichtung der unabhängigen Institution sollten Dienstleistungen für die akademische Ausbildung, aber auch für die kulturellen und spirituellen Bedürfnisse der First Nations sein. Noch im Herbst des Jahres nahmen die ersten neun Studenten ihre Bemühungen in den Fächern Indian Studies, Indian Languages, Indian Teacher Education, Social Work, Fine Arts (Indian Art, Indian Art History) und Social Sciences auf. Sprache und Kultur der Indianer, aber auch Lehrerausbildung, Sozialarbeit und -forschung sowie Kunst- und Kunstgeschichte standen also im Mittelpunkt.
Am 21. Juni 2003 erhielt die Hochschule den Namen First Nations University of Canada, nachdem sie bereits 1994 der Association of Universities and Colleges of Canada (AUCC) beigetreten war. Zurzeit studieren dort etwa 1200 Studenten, davon rund drei Viertel aus der Provinz Saskatchewan. Die Zahl der Alumni umfasst mittlerweile mehr als 2500 Absolventen.
Regina, Saskatoon und Prince Albert (Northern Campus) sind die Campus. Letzterer ist inzwischen auf Fernlehre spezialisiert. Das Indigenous Centre for International Development (ICID) entwickelt darüber hinaus Kontakte zu internationalen Bildungsinstituten. Seit 1983 kamen so 25 vertragliche Abmachungen mit Institutionen indigener Völker nicht nur in Kanada, sondern auch in Mittel- und Südamerika, aber auch in Tansania, der Inneren Mongolei oder in Sibirien zustande.
Als wichtiger Schwerpunkt entwickelte sich die Gesundheitspolitik und die entsprechende Ausbildung. So wurde 1996 ein National School of Dental Therapy Program aufgelegt. Seit 1995 werden auch Betreuungs- und Krankenschwesternausbildungen entwickelt.
Masterprogramme wie Arts and Science, First Nations Masters in Business Administration oder Masters of Aboriginal Social Work Program in Aboriginal Therapy erweitern das Programm im stärker anwendungsorientierten Bereich.